# Ben Hardy
Ben Jones (Bournemouth, Dorset, 2 de enero de 1991), conocido artísticamente como Ben Hardy, es un actor británico, que interpretó a Peter Beale en la serie EastEnders desde 2013 hasta 2015. En 2018, interpretó al baterista Roger Taylor en la película sobre Queen, Bohemian Rhapsody.

## Carrera
El 7 de junio del 2013 se unió al elenco principal de la serie británica EastEnders donde interpretó a Peter Beale, el hijo de Ian Beale, hasta el 24 de febrero del 2015 después de que su personaje decidiera mudarse a Nueva Zelanda con su novia Lauren Branning (Jacqueline Jossa). Anteriormente Peter fue interpretado por los actores Thomas Law del 31 de agosto del 2006 hasta el 24 de diciembre del 2010, por James Martin del 2004 al 2006, por Joseph Shade de 1998 al 2004, por Alex Stevens de 1997 al 1998 y por Francis Brittin-Snell del 16 de diciembre de 1993 a 1996.
A finales de febrero del 2015 se anunció que Ben se había unido al elenco principal de la nueva película X-Men: Apocalipsis, para dar vida al mutante conocido como Angel; la película fue estrenada en 2016.
En febrero del 2016 se anunció que se había unido al reparto de la película Mary Shelley (previamente llamada The Storm in the Stars).
En febrero del 2017 se comunicó que se había unido al drama The Woman In White de la BBC.
En agosto del mismo año se anunció que participaría en la película Bohemian Rhapsody, el biopic de Freddie Mercury, miembro y líder de la exitosa banda de rock británica Queen. En este largometraje, que se estrenó entre octubre y noviembre de 2018 (dependiendo de cada país), Hardy interpreta el papel de Roger Taylor, baterista del grupo.

## Filmografía

### Películas
| Año  | Título                                               | Personaje                          | Notas           |
| ---- | ---------------------------------------------------- | ---------------------------------- | --------------- |
| 2016 | X-Men: Apocalipsis                                   | Warren Worthington III / Archangel |                 |
| 2017 | Mary Shelley                                         | John Polidori                      |                 |
| 2017 | Only the Brave                                       | Parker                             |                 |
| 2018 | Bohemian Rhapsody                                    | Roger Taylor                       |                 |
| 2019 | 6 Underground                                        | Four / Billy                       |                 |
| 2020 | Pixie                                                | Frank                              |                 |
| 2021 | The Voyeurs                                          | Seb                                |                 |
| 2023 | La probabilidad estadística del amor a primera vista | Oliver                             |                 |
| TBA  | Unicorns                                             |                                    | Post-producción |

### Series de televisión
| Año         | Título             | Personaje        | Notas                    |
| ----------- | ------------------ | ---------------- | ------------------------ |
| 2012        | Call the Midwife   | Reportero        | Invitado, 1 episodio     |
| 2013 - 2015 | EastEnders         | Peter Beale      | Principal, 189 episodios |
| 2017        | Drunk History      | Rey Arturo       | Invitado, 1 episodio     |
| 2018        | The Woman in White | Walter Hartright | Principal, 5 episodios   |
| 2021        | The Girl Before    | Simon Wakefield  | Principal, 4 episodios   |

## Teatro
| Año  | Obra           | Personaje | Teatro                 |
| ---- | -------------- | --------- | ---------------------- |
| 2013 | The Judas Kiss | Arthur    | Duke of York's Theatre |

## Premios y nominaciones
| Año  | Categoría     | Premio            | Trabajo nominado | Resultado |
| ---- | ------------- | ----------------- | ---------------- | --------- |
| 2013 | Best Newcomer | Inside Soap Award | EastEnders       | Nominado  |